# Karaj
Karaj (en persa: کرج) es una ciudad en Irán, capital de la provincia de Elburz. Está situada a 40 km al oeste de Teherán, en las colinas de las montañas de Alborz.
La población de Karaj es de 1 917 000 según el censo realizado en el 2006, dejándola como la quinta ciudad más grande de Irán después de Teherán, Mashhad, Tabriz y Esfahán.
Karaj es principalmente famoso por sus complejos de atracciones turísticas.
La composición étnica en Karaj incluye 47 % de persas, 36.1 % turcos, 7.4 % kurdos y 4.4 % iraníes del norte.